# BloodRayne
BloodRayne est une série de jeux vidéo éditée par Majesco Entertainment, et développée par Terminal Reality (série principale) et WayForward Technologies (série dérivée). La série BloodRayne débute en 2002 avec la sortie du premier jeu développée par Terminal Reality, un jeu d'action hack 'n' slash. La franchise BloodRayne comporte deux séries : La principale composée de deux jeux 3D et la série dérivée composé de un jeu en 2D vue de côté. L'attrait de la série consiste en un mélange d'action et d'horreur avec pour héroïne une demi-vampire, qui permet de dépasser le genre du jeu vidéo et de connaître plusieurs adaptations, tout comme plusieurs autres franchises de jeux vidéo (Resident Evil, Tomb Raider, etc....).
La série inspire une trilogie de films réalisé par Uwe Boll entre 2006 et 2011. La série connaît aussi une adaptation fidèle en comics chez l'éditeur Digital Webbing.

## Synopsis
Les jeux et comics BloodRayne prennent place dans un intervalle temporel allant de la Seconde Guerre mondiale (BloodRayne) aux années 2000 (BloodRayne 2). La série suit les aventures de Rayne, une Dhampire travaillant pour le compte de la Brimstone Society, une société secrète qui enquête sur le surnaturel.

## Développement
BloodRayne semble inspiré de Nocturne, jeu d'horreur du même concepteur. L'héroïne de BloodRayne est semblable à l'héroïne de Nocturne, appelée Svetlana, une autre demi-vampire et traqueuse surnaturelle. Les premières images diffusées de BloodRayne montraient que l'aspect de Rayne et son costume étaient presque identiques à ceux de Svetlana. De plus, quelques ennemis dans BloodRayne (comme les Daemites et les vampires chauve-souris) étaient déjà apparus dans Nocturne. Le niveau final du jeu a lieu au Château de Gaustadt, comme le premier niveau de Nocturne. Enfin, le concept de la Brimstone Society est très semblable à celui de la Spookhouse dans Nocturne ; la voix de l'agent de la Brimstone Society, durant l'introduction, est réalisée par Lynn Mathis qui a aussi fait la voix de l'Étranger, le protagoniste de Nocturne.

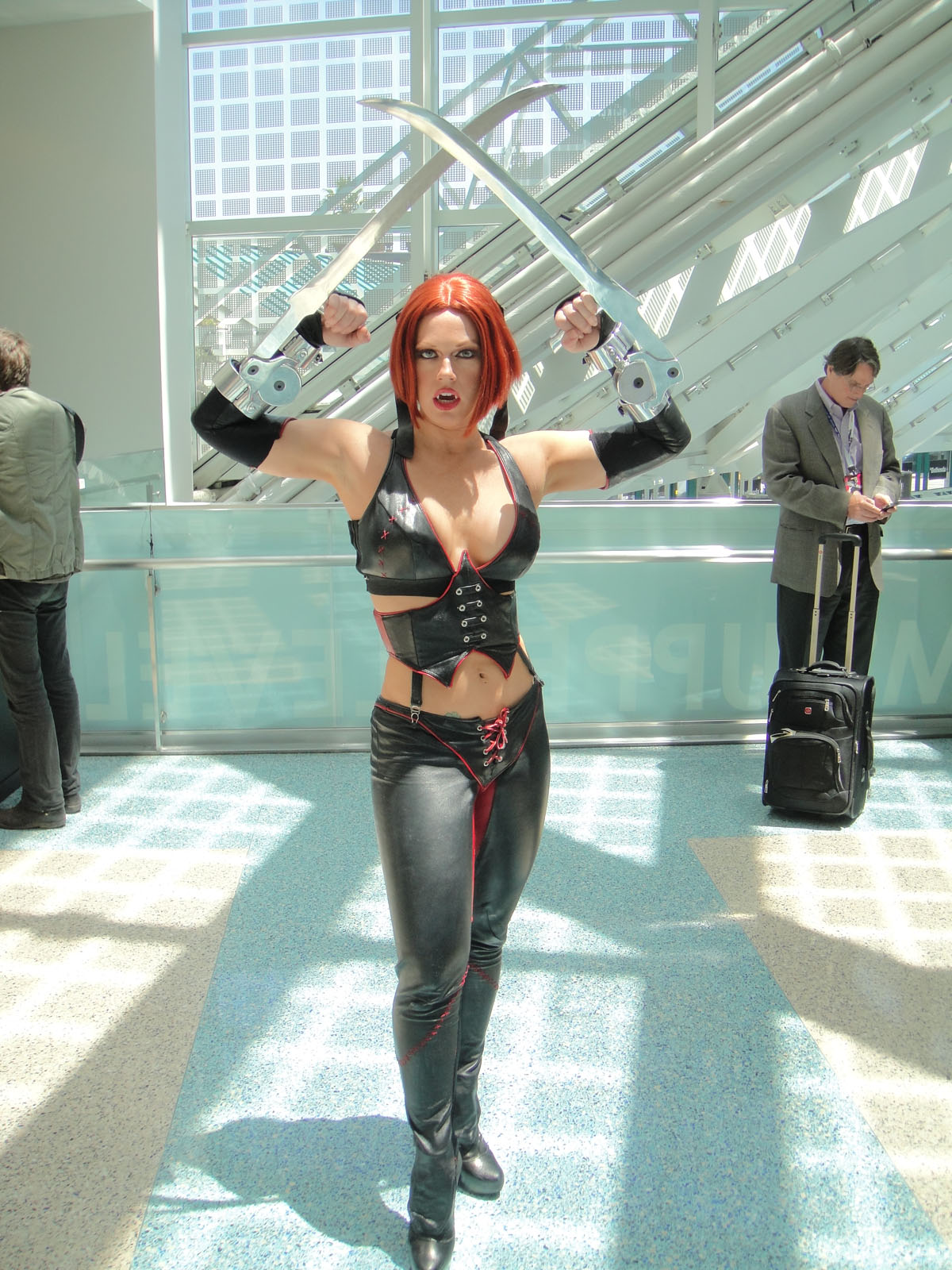
Cosplay du personnage de Rayne à l'E3 2011.

Rayne et Svetlana elles-mêmes peuvent avoir été inspirées par le personnage de Durham Red de la bande dessinée 2000 AD. Dans ce comics, Durham Rouge est un vampire mutant avec les cheveux roux et une tendance à porter des vêtements en cuir noirs moulants.
À l'été 2020, Ziggurat Interactive achète les droits de la franchise BloodRayne et d'autres titres à Majesco et a l'intention de faire revivre la série avec Terminal Reality,.

## Jeux vidéo

### Série principale

#### BloodRayne(2002)
Le premier épisode de la série BloodRayne se déroule à la veille de la Seconde Guerre mondiale. C'est un jeu d'action la troisième personne développé par la Terminal Reality ayant pour thème l'horreur. Il sort le 15 octobre 2002 sur consoles GameCube, PlayStation 2, Xbox et sur PC. Une version pour macOS réalisée par Aspyr est sortie le 6 mai 2003, mais a des soucis techniques qui n'existent pas sur les autres supports, causant non seulement un grand mécontentement chez les joueurs mais aussi chez la presse. Tandis que les versions Gamecube et PlayStation 2 sont non censurées, les scènes portant les symboles du Troisième Reich sont ôtées des versions PC et Xbox.

#### BloodRayne 2(2004)
BloodRayne 2 sort sur PlayStation 2, Xbox et sur PC en 2004 en Amérique du Nord et en 2006 en Europe. La trame du jeu se déroule 60 ans après les événements du premier épisode. Le père de Rayne, Kagan, un vampire et collaborateur nazi, est tué dans un accident vers la fin de la Seconde Guerre mondiale. N'ayant pas eu elle-même le plaisir de le tuer, Rayne passe les soixante années suivantes à la recherche d'autres rejetons de Kagan. Ceux-ci, les demi-frères et demi-sœurs de Rayne, se réunissent pour former un groupe appelé le Culte de Kagan. Le Culte crée « le Linceul », une substance qui peut rendre les vampires insensibles aux rayons de soleil, leur permettant de circuler en plein air à tout moment de la journée. En utilisant « le Linceul », le Culte promet de créer une nouvelle ère de suprématie pour les vampires, legs ininterrompu de Kagan.

### Série dérivée

#### BloodRayne: Betrayal(2011)
BloodRayne: Betrayal est un jeu vidéo qui rompt avec le gameplay des précédents épisodes puisqu'il se joue en vue de côté. Il est disponible en téléchargement sur le PlayStation Network et le Xbox Live, et sort en 2011.

## Jeux vidéo annulés
Majesco annonce qu'un de leurs prochains jeux serait une version adaptée pour la PlayStation Portable (PSP) sous le titre BloodRayne PSP,. Peu de choses avaient filtrées, sauf que le jeu était censé faire immédiatement suite aux évènements survenus dans BloodRayne 2 et proposer un mode coopératif à deux joueurs, en faisant ainsi la première version multijoueurs de la série. Il expliciterait l'histoire non-encore dévoilée de Rayne et reprendrait quelques vieux personnages comme Mynce, Kagan et bien d'autres tout en en introduisant de nouveaux. Cependant, des difficultés financières poussent Majesco à annuler le jeu BloodRayne sur PSP.
Un autre jeu, BloodRayne: The Shroud, est annoncé en développement sur Nintendo 3DS,, mais est annulé pour laisser place au développement de BloodRayne: Betrayal.

## Bandes dessinées
Une série indépendante de comics sont publiés par Digital Webbing entre 2005 et 2009. Contrairement à la trilogie de films adaptée de la série, les comics sont une fidèle adaptation et suivent l'univers des jeux.

### One-shots
- BloodRayne: Seeds of Sin (2005)
- BloodRayne: Lycan Rex (2005)
- BloodRayne: Dark Soul (2005)
- BloodRayne: Twin Blades (2006)
- BloodRayne: Tibetan Heights (2007)
- BloodRayne: Skies Afire (2008)
- BloodRayne: Automaton (2008)
- BloodRayne: Revenge of the Butcheress (2008)

### Mini séries
- BloodRayne: Plague of Dreams (3 tomes, 2006-2007)
- BloodRayne: Red Blood Run (3 tomes, 2007)
- BloodRayne: Tokyo Rogue (3 tomes, 2008)
- BloodRayne: Prime Cuts (4 tomes, 2008-2009)

### Art books
- BloodRayne: RAW (2005)
- BloodRayne: RAW II (2007)
- BloodRayne: RAW III (2008)

## Adaptations cinématographiques
La série est adaptée en trilogie de films par le réalisateur Uwe Boll, déjà réalisateur de deux autres adaptations de jeux vidéo : House of the Dead et Alone in the Dark entre 2006 et 2011. Les films sont seulement inspirés partiellement de la série de jeux vidéo et sont donc très différents que ce soit au niveau de l'histoire ou de la personnalité de certains personnages. Seul le premier film est sorti au cinéma, les deux autres volets ont connu une sortie directement en vidéo. Les films ont tous récolté des critiques négatives par la presse et/ou par le public.

### BloodRayne(2006)
BloodRayne est sorti en 2006. C'est le premier volet de la trilogie et le seul sorti au cinéma dans certains pays. Kristanna Loken incarne Rayne et Ben Kingsley joue le rôle de Kagan. Les évènements du film prennent place deux siècles avant ceux du jeu. Il narre le combat de Rayne contre Kagan dont le désir est de détruire l'humanité.

### BloodRayne 2: Deliverance(2007)
Bloodrayne 2 Deliverance est le second film de la trilogie. À partir de ce film, c'est Natassia Malthe qui reprend le rôle de Rayne. Le film se déroule au Far West, Rayne doit affronter Billy the Kid et sa bande de vampires.

### Blood Reich(2011)
Blood Reich (BloodRayne: The Third Reich) est le troisième film de la trilogie, c'est celui qui se rapproche le plus de la série de jeux car comme le premier jeu, l'action du film se déroule pendant la Seconde Guerre mondiale. Dans ce film, Rayne doit faire face à Ekart Brand, un nazi qui a pour objectif d'injecter le sang de Rayne dans Adolf Hitler pour que ce dernier atteigne l'immortalité.

## Personnages deBloodRayne

### Rayne
Rayne est le personnage principal du jeu. Dhampir sanguinaire, elle est née après que sa mère eut été violée par son père, vampire. Elle a passé son adolescence à pourchasser et essayer de tuer son père. Cette traque l'a menée en Europe, où elle a commis une série de meurtres le long des routes avant d'être arrêtée. Ne parvenant pas à convaincre les autorités que ses victimes étaient en réalité des vampires, elle fut alors incarcérée mais réussit finalement à s'échapper pour continuer sa chasse. Recrutée dans la mystérieuse Brimstone Society via une invitation, elle est envoyée en mission pour éradiquer toutes menaces de nature surnaturelle à travers le monde. Une de ces missions nécessita d'elle qu'elle utilise ses pouvoirs vampiriques contre les Nazis, qui étaient sur le point d'utiliser des artefacts magiques pour porter Hitler au pouvoir. Rayne a aussi pris connaissance d'un plan visant à utiliser des parasites démoniaques appelés Daemites contre les ennemis des Nazis, après qu'ils avaient été évalués sur des prisonniers. L'histoire est influencée par l'existence d'authentiques groupes occultes tels que la Société de Thule.
Dans le premier jeu de la série, Rayne est une athlète de très haut niveau pleine de ressources du fait notamment de sa nature semi-vampirique mais aussi d'une vie entière d'entrainement. En plus de sa capacité à effectuer des sauts de plus de 6 mètres de hauteur, elle peut aussi tirer avec une arme dans chaque main sur des cibles différentes (et est assez forte pour manier fusils d'assaut et fusils de chasse en ne se servant que d'une seule main), utiliser sa vision d'aura pour détecter des cibles spécifiques de la mission, tirer ses adversaires vers elle à l'aide d'un harpon fixé à une chaîne afin de se nourrir de leur sang, ralentir le temps en utilisant la perception dilatée (semblable au bullet time) et faire un zoom sur des cibles situées à grande distance. À part les armes à feu qu'elle ramasse sur les cadavres, elle est équipée de lames montées sur ses avant-bras. Mais si Rayne a la force des vampires, elle partage aussi certaines de leurs faiblesses. Par exemple, l'eau la brûle (causant des dégâts graduels sur les dhampirs mais consumant immédiatement les purs vampires). Par contre, elle semble être immunisée à l'eau bénite et aux artefacts saints et n'est que très légèrement gênée par les rayons de la lumière, qui lui font les mêmes dégâts graduels que l'eau.
La conception du personnage de Rayne est fortement représentée de par son équipement dans BloodRayne, habillée d'un corset en cuir noir et rouge, une plus grande variété de tenues provocantes dans BloodRayne 2. La plupart des joueurs l'ont trouvée très sensuelle, de par la jouissance que lui procure les démembrements de ses ennemis.
Rayne est le premier personnage de jeu vidéo à être apparu dans le magazine Playboy (numéro d'octobre 2004).

### Jurgen Wulf et le Gegengheist Gruppe
L'antagoniste dans le premier jeu de BloodRayne, Jurgen Wulf était un officier militaire allemand fictif qui s'est enfui en Amérique du Sud après l'armistice afin d'échapper à la punition pour ses crimes pendant la Première Guerre mondiale. Il fonde le Gegengheist Gruppe (GGG), un groupe cherchant à porter Hitler au pouvoir à l'aide du surnaturel, spécifiquement en obtenant et rassemblant les restes de Beliar.
Stéréotype du Nazi, Wulf porte un monocle et a constamment une cigarette à la bouche. Bien qu'étant un vieil homme, Wulf possède une force et des pouvoirs surhumains du fait qu'il ait passé 30 ans à chercher et à implanter systématiquement des pièces de Beliar dans son propre corps. Au moment du premier jeu de BloodRayne, Wulf possède l'œil, une main, les nervures et des dents de Beliar.
Dans le jeu, les pouvoirs de Wulf incluent la capacité de courir plus rapidement qu'un homme normal (plus rapidement même que Rayne), le feu de respiration et des flammes de création dans ses mains. Il est aussi complètement immunisé aux lésions, étant seulement vulnérable au mode Bloodrage de Rayne et aux griffes du démon Beliar. D'autres membres notables du GGG, qui sont apparus comme des boss dans le jeu, le Grand prêtre inclus Von Blut, le Général d'Infanterie D. Mauler, docteur Báthory Mengele, Kommando, Sigmund Kreiger et Simon Kreiger.

### Grand prêtre Von Blut
Il s'est auto-proclamé Grand prêtre de Thule et portait une toge blanche avec un capuchon ressemblant à celle du Ku Klux Klan. Manipulé jusqu'au bout, il croyait que les Aryens descendaient des habitants d'Atlantis dont Beliar aurait été le plus glorieux dirigeant. Bien qu'il n'ait pas d'augmentations surhumaines évidentes comme les autres membres du GGG, sa chair a été plaquée d'une armure et équipée avec une mitrailleuse de Maxime.

### Général d'Infanterie D. Mauler
Une brute dont la taille physique et la force ont été énormément augmentées par les Nazis le rendant ainsi deux fois plus grand qu'un être humain normal et couvert d'augmentations cybernétiques. Il révéla la vérité à Rayne concernant l'identité de Beliar, ajoutant que Von Blut (à qui Rayne a alors déjà parlé avant de le tuer plus tôt dans le jeu) n'en savait rien et s'était fait raconter des mensonges. Mauler frappe très durement (ses coups de poing étaient assez forts pour briser des murs et des piliers), mais il était très lent et manquait d'armes à feu de quelque type que ce fut.

### Docteur Báthory Mengele
Aussi connu comme « the Butcheress » (la bouchère), elle était chargée d'alimenter les Daemites en prisonniers, n'hésitant pas à envoyer ses propres hommes lorsqu'il y avait pénurie de prisonniers. Elle est fière d'être la descendante d'Élisabeth Báthory et attribue ses pouvoirs à une tradition familiale, celle de « l'homme vampire ». Báthory se bat avec des talons aiguilles, et une paire d'instruments chirurgicaux montés sur ses avant-bras. Elle possède une vitesse surhumaine, ses mouvements égalant en vitesse ceux de Rayne. Les concepteurs du jeu se sont inspirés, pour son nom de famille, de l'infâme médecin Nazi Josef Mengele.

### Kommando
Un officier GGG mystérieux, vêtu de la tête aux pieds d'une armure d'acier, qui n'a jamais prononcé le moindre mot et cachait son visage derrière un masque de métal. Vaincu à l'aide d'un fusil d'assaut, Kommando a utilisé des grenades aveuglantes pour s'échapper de Rayne à chacune de ses attaques, mais est finalement tombé face à ses lames. Cependant, il a été seulement blessé et non tué et a réussi à trouver son chemin vers les niveaux inférieurs de la base seulement pour y être possédé par un parasite Daemite.

### Sigmund et Simon Kreiger
Une paire de jumeaux narcissiques. Unis à la naissance, ils furent postérieurement séparés (avec pour conséquence visible que chacun d'entre eux a seulement un bras). Ils se battent avec des svastikas de jet servant aussi bien d'armes de mêlée que de boomerang. Les jumeaux ont été séduits par la beauté de Rayne, son habileté et son langage acéré, et montrent plus d'intérêt à la courtiser qu'à tenter de l'abattre. Les jumeaux et Rayne jouent donc à la fois sur le flirt et les menaces de mort. Bien qu'ils soient apparemment assez forts pour abattre une horde de vampires sauvages, ils sont tombés rapidement sous la lame de Rayne. Originalité des jumeaux : ils partagent leur douleur, ce qui signifie qu'un jumeau atteint par une attaque et son frère (non atteint par cette attaque) souffriront tous les deux de la blessure subie à la suite de l'attaque, et ce à une intensité égale. Cela a pour résultat principal que, si l'un des jumeaux meurt, l'autre ne tarde pas à le suivre dans la mort. Selon celui que l'on tue, une scène légèrement différente a lieu. La plus sentimentale est la mort de Sigmund, qui demande en mourant le nom de sa tueuse, comme une dernière cigarette.

### Mynce
Dhampir Tibétain de la Brimstone Society, elle avait les mêmes compétences que Rayne et fut celle qui lui a enseigné sa connaissance des vampires et lui a donné le harpon qui deviendrait une partie importante de son arsenal. Au début du premier jeu BloodRayne, elle et Rayne sont allés en Louisiane examiner les mutations grotesques des résidents. Mynce est attaqué par un démon en forme d'araignée appelé un Maraisreq qui l'avala avant que Rayne ne puisse la sauver. On a alors cru qu'elle était morte des suites de cette attaque. Cependant, Mynce refait surface par la suite en tant que commandant en second du GGG pendant la mission de Rayne d'arrêter Jurgen Wulf. Elle ne donne pas d'explication quant aux moyens par lesquels elle survit à son ingestion par le Maraisreq ou la raison pour laquelle elle trahit la Brimstone Society et attaqué Rayne en tant qu'ennemi du GGG. Mynce s'est battu avec les mêmes mouvements de combat surhumains que Rayne, mais s'est avérée être extrêmement faible, ayant d'autant de santé qu'un officier GGG habituel. Le combat s'acheva par la chute de Mynce du bord de la falaise, chute apparemment mortelle et Rayne a continué à éliminer les jumeaux Kreiger. À sa surprise, Mynce a réapparu de nouveau et révélé qu'elle était un agent double, ayant éliminé le reste des officiers du GGG mis à part Wulf qu'elle expliqua être trop dur à tuer.
Tandis que les Dhampir était sur les traces de Wulf, elles ont été séparées par une barricade d'acier s'abaissant du plafond. Wulf apparut alors avec une vitesse surhumaine, plongea sa main dans la poitrine de Mynce et arracha son cœur. C'est la dernière fois que Rayne vit son mentor.

### Hedrox l'Immortel
Hedrox est un ancien et puissant chef de tribu vampire de Nouvelle-Guinée. À la place d'une forme humaine, Hedrox a une physiologie très animale, avec de la fourrure noire et de grandes mains griffues.
Hedrox a deux pouvoirs. Le premier pouvoir consiste en une obtention des connaissances d'autrui en dévorant son cerveau. Chacune des griffes d'Hedrox a une bouche circulaire dans sa paume et il l'utilise pour décapiter des victimes et dévorer leurs têtes. Le deuxième pouvoir d'Hedrox consiste en son immortalité. N'importe quel dégât subi par Hedrox guérit en quelques secondes, ce qui est représenté dans le jeu par le fait que la barre de santé d'Hedrox se remplit constamment, à un taux si vite qu'il est impossible pour Rayne de la vider. Chaque fois qu'une des parties de son corps est coupée, elle se développe en un nouveau Hedrox supplémentaire. Les Hedroxes partagent apparemment une conscience collective, parlant souvent alternativement ou à l'unisson. Cela rend le combat avec Hedrox à l'aide d'armes conventionnelles futile, étant donné que toute mutilation de ses membres crée simplement plus de Hedroxes à combattre. La seule façon de le défaire, comme qu'il a produit, était de l'ignorer et se concentrer sur l'attaque des structures d'appui du secteur de bataille menant à l'écroulement de l'arène et à la chute de tous les hedroxes, sauf un, dans l'eau, qui est mortelle de la même façon pour les vampires et les dhampirs.

### Belial
Selon le premier jeu BloodRayne, Belial est le premier dirigeant de l'Enfer, mais sa place a été usurpée par un ange déchu appelé Mephisto (mieux connu comme Lucifer). Il est déchiré en morceaux et les parties de son corps sont dispersées à travers la Terre comme des reliques impies. Chaque partie de corps se mêlera instinctivement avec la première personne à le découvrir et conférera sur cette partie de personne du pouvoir surnaturel de Belial. Bien que Jurgen Wulf acquière la plupart des parties de corps au cours du jeu, Rayne finit par se mêler involontairement à un des yeux de Belial, lui permettant ainsi de faire un zoom sur des objets éloignés. Le cœur de Belial est la plus puissante des reliques (il s'agit de la pierre Yathgy du précédent jeu de survival-horror de Terminal Reality, Nocturne) et fusionnant avec entrainera la réincarnation de Belial dans le corps de l'hôte du cœur. Dans le dernier niveau du jeu, Hedrox se mêle sottement avec le cœur de Belial, ressuscitant Belial. Sur le réveil, Belial est absorbé par la réclamation de ses parties de corps détenues alors tant par Wulf que par Rayne, l'introduction de la bataille à trois fins possibles du jeu.
Belial est une apparition squelettique, ressemblant beaucoup à un arbre mort avec des pièces de chair rouge déchirée. Son corps est élastique et il attaque avec des tentacules pointus sortant de sa poitrine ou de ses bras pour empaler ses ennemis avec. De plus, si Jurgen Wulf est tué par Belial au lieu de Rayne, Belial réclamera les parties que Wulf avait et regagnera la capacité du feu de souffle (le souffle de feu de Belial est plusieurs fois plus puissant que celui de Wulf). Finalement, Belial grandira constamment au cours de la bataille finale. Bien qu'il commence juste à être légèrement plus grand qu'un être humain normal, il grandit finalement à atteindre plusieurs mètres de hauteur. Si Rayne ne peut pas le tuer avant qu'il n'atteigne le plafond, le jeu est fini. Il devient trop grand et puissant pour Rayne à tuer, donc il marche sur elle et commence sa conquête de Terre.

## Personnages deBloodRayne 2

### Kagan
Le père de Rayne collabora avec les Nazis. Rayne l'a traqué bien qu'il ait obtenu un artefact magique, appelé le Fragment Vespéral, mais a dû fuir pour éviter l'explosion d'une grenade, qui tua Kagan. Du moins, le croyait-on... En réalité, le Fragment Vespéral sauva de justesse Kagan de la mort, mais Kagan dut fusionner avec cet objet, devenant encore plus fort qu'avant. Il réapparaît de nombreuses années plus tard, après que Rayne a fait la guerre contre ses demi-frères et demi-sœurs, qui avaient formé le Culte de Kagan. Les pièces du Fragment vespéral, collées au bras de Kagan et sur le côté de sa tête, lui donna des pouvoirs supérieurs même si les effets réels du Fragment vespéral sur lui n'aient pas encore été expérimentés. C'est ainsi qu'il semble avoir perdu un œil.
L'objectif suprême de Kagan est de détruire la race humaine, et d'assurer la suprématie de la race des Vampires. Son rêve sera finalement accompli grâce au « Linceul », une invention du Grand Inquisiteur Xerx qui permet de stopper les rayons lumineux du soleil, permettant aux vampires de pouvoir librement se balader en plein jour, déclarant une guerre apocalyptique entre les vampires et l'humanité. En outre, Kagan a également de nombreux ennemis parmi sa propre race, des seigneurs vampires qui aimeraient bien tuer ce dernier pour prendre sa place. C'est dans cette perspective qu'il fabriqua également un canon solaire pour lui permettre de massacrer les armées ennemies. Il n'utilisera qu'une seule fois son jouet : contre Ferril, une de ses filles, qu'il décida de tuer quand elle échoua dans une de ses missions.
Kagan est l'adversaire final dans BloodRayne 2. Ses attaques incluent des rayons lumineux gigantesques ainsi qu'une grande épée qui inflige beaucoup de dégâts. Dans la grande pièce où les joueurs se battent contre lui, il y a une mare de sang que lui et Rayne peuvent utiliser pour se guérir. Rayne réussit finalement à le tuer par décapitation après une longue bataille.

### Severin
L'assistant de Rayne à la Brimstone Society. Son rôle dans BloodRayne 2 est le même que celui de Mynce dans le premier opus, sauf qu'il est un homme normal, sans capacités spéciales. De temps en temps, il semble même lâche, mais il réussit toujours d'une façon ou d'une autre à se trouver dans des zones inaccessibles aux humains. Severin joue le rôle de mentor: il fournit à Rayne des informations sur l'ennemi par radio, aussi bien que des conseils sur ce qu'elle doit faire face à une impasse. À la fin de Bloodrayne 2, Severin prétend que la Brimstone Society aurait élaboré leurs plans soigneusement, faisant la guerre contre toutes sortes de vampires, y compris des gens comme lui et Rayne. Cela pourrait signifier qu'il ait du sang de vampire. Il semblerait qu'il puisse être remplacé par un nouveau Dhampir qui aidera Rayne dans ses missions, secrètement nommé LS.

### Zerenski
Zerenski, interprétation du comte Dracula du fait de sa capacité unique de métamorphose en chauves-souris est un demi-frère de Rayne et le premier boss du jeu. Avec Slezz, il est probablement le boss le plus facile à vaincre. Dans l'histoire, Zerenski est une personnalité mondaine de Londres, qui organise souvent quelques fêtes, et est assez aimé. Il organisera ainsi un bal costumé, en invitant les différentes personnalités de la ville, qui sont chargées de sa sécurité et de son administration. Puis Zerenski les livrera à ses laquais, tuant ainsi ces différentes personnalités, livrant la ville aux vampires.

### Ephemera
Ephemera est une des demi-sœurs de Rayne. Elle est très difficile de tuer à cause de sa capacité de plonger dans des ombres pour guérir ; en fait, tant qu'il y a des ombres, elle est invincible. Ephemera est vêtu de cuir noir style BDSM, a la peau pâle et possède deux yeux uniformément sombres. Ses longs cheveux flottent constamment comme par l'effet de l'eau. Dans le jeu, Ephemera est un des bandits les plus en vue et est probablement la fille préférée de Kagan. Elle est aussi un vampire de pur sang comme la plupart des enfants de Kagan. Ephemera est aussi une ex de Severin, mais Rayne ne l'a appris que par elle. Elle est même allée jusqu'à trahir sa sœur Ferril en la poignardant avant de la jeter du haut de la tour de Linceul.

### Ferril
Ferril est une autre demi-sœur de Rayne. Elle apparaît pour la première fois dans BloodRayne 2 au côté d’Ephemera. Ferril a des pouvoirs spéciaux propres : Elle a pour attribut le chat, par ses ongles pointus et prolongés semblables aux griffes, avec des marques changeant continuellement sur sa peau et ses yeux sont uniformément blancs. Le tempérament de Ferril correspond à son attribut de félin, par sa vitesse incroyable et son caractère sauvage. Au cours du jeu, Ephemera poignarde Ferril dans le dos et la jette du haut d'une tour. De même qu'une créature féline, Ferril réussit à réchapper de cette chute, rendant sa mort pour plus tard, lorsque son destin croisera l'Arme à feu de Soleil. Ferril a un problème avec son caractère (bien qu'en majorité cela vienne de son orgueil, elle veut continuellement être la meilleure; citation : « rappelez-vous ma sœur, je suis la plus forte et la plus rapide... »), comme dans beaucoup de mythes Dhampir, bien qu'elle soit apparemment un vampire de pure sang, à la différence de Rayne.
Elle cherchera notamment à se venger de Kagan, après que celui-ci aura demandé à Ephemera de se débarrasser d'elle. Ferril enverra son armée de vampires contre la Tour de Kagan, envoyant pour cela des hélicoptères, et des meutes qui passeront par les rues chaotiques de la ville. Le canon solaire de Xerx sera cependant un argument de poids, pulvérisant la totalité des hélicoptères. Une bataille violente s'engagera cependant dans la Tour entre les différents vampires. Ferril reverra une dernière fois Rayne, et promettra de tuer cette dernière dès qu'elle aura eu Kagan. Elle ne passera pas Xerx.

### Xerx
Scientifique fou qui a inventé « le Linceul ». Il est un des acolytes vampires de Kagan et a créé des armes diverses de haute technologie pour être utilisé contre Rayne, y compris l'Arme à feu de Soleil qui a tué Ferril près de la fin du jeu. Xerx a une apparence peu commune, ressemblant à un homme constitué de membres pris de gens différents. Il se bat contre Rayne dans un costume robotisé géant dont les faiblesses ne sont pas immédiatement évidentes et attaque avec l'Arme à feu de Soleil mortelle.
Dans le Culte, il est le Grand Inquisiteur, un membre très influent du Culte, puisque c'est lui qui créé « le Linceul », et le canon solaire. Il se fera cependant tuer dans sa plus belle machine, ne comprenant pas les choix de Rayne, qui combat sa propre race.

### Slezz
Slezz est un gargantuesque vampire ventru. Elle n'est pas la sœur de Rayne, mais est une machine conçue pour Kagan, qui l'a constituée de plusieurs de ses enfants pour l'utiliser comme ses acolytes. Elle s'impose ainsi comme une reine pondeuse, terrée au fin fond des égouts. Peu de gens l'aiment, et tous aimeraient bien la voir disparaître. Ferril était ainsi plutôt satisfaite d'apprendre la nouvelle de la mort de Slezz, qui est plus une énorme et inutile baudruche, qu'un allié de poids. Les enfants qu'elle pond sont en effet de la nourriture pour les vampires. Xerx travaillera entre autres sur les créations de Slezz pour les rendre appétissantes, car leur goût est infect, et immonde pour les vampires. Elle est surnommée par ce dernier la "Grande dame des égouts". Elle a pour particularité d'être d'une vieillesse extrême, et d'avoir une peau extrêmement résistante. Malgré sa taille, Slezz est plutôt faible et peut être battue en une question de secondes.

### Autres personnages

#### Dhampirs
Aussi noté Dhampire en français. Partout dans le jeu, Rayne rencontre un certain nombre de Dhampirs, ce qui mène à la conclusion que les autres Dhampirs sont mauvais. En fait, Zerenski et Kagan ont un certain nombre de Dhampirs sous leur contrôle, bien qu'il ne soit pas clair qu'ils soient enfants de Kagan. Les Dhampirs femelles portent des costumes noirs et rouges, leurs lames semblables à celles de Rayne et les mâles utilisent de grandes épées semblables aux cimeterres. Tous ont des yeux verts, bien qu'aucun d'entre eux n'aient les cheveux roux comme Rayne.

#### Crécerelle
Probablement les sous-boss les plus ennuyeux dans le jeu[Interprétation personnelle ?]. Ils sont d'un groupe d'assassins Asiatiques Dhampirs. Rayne doit même en tuer quatre d'entre eux pendant un même niveau. Ils ont des armes plutôt chics ; des pointes se trouvent à l'arrière de leurs bottines, des shurikens avec des ailes d'oiseaux parent les lames de leurs bras et ils portent aussi des armures de corps semblable aux ninjas.
Dans BloodRayne 2, la Crécerelle a un plus grand rôle que les autres Dhampirs mentionné ci-dessus. Ils sont responsables de l'approvisionnement de sacrifices à la tour de Linceul, où le sang sera utilisé pour créer « le Linceul ». Rayne a contrecarré leur mission en les tuant tous.

#### Traupers
Apparaissant à la toute fin du jeu, les Traupers sont des vampires d'élite, la garde rapprochée de Kagan, des vampires purs et extrêmement vieux, qui ont juré une fidélité sans borne à Kagan. Ils sont utilisés par Kagan pour repousser les vampires de Ferril, et pour venir à bout de Rayne, qui progresse inexorablement vers sa cible. Ils portent un long manteau usé, et ont comme armes un fusil moderne qu'ils utilisent pour canarder les ennemis de loin, et une épée pour se défendre dans un combat au corps à corps. Ils ne sont pas spécialement dangereux, et sont peu nombreux.